# Arbeiter-Wassersportverband
Der Arbeiter-Wassersportverband entstand 1913 durch die Aufnahme der Arbeiter-Kanuten, Arbeiter-Ruderer und Arbeiter-Segler in den Arbeiter-Schwimmverband (gegründet 1890). Die bis dahin bestehende Arbeiterschwimmzeitung wurde in Freier Wassersport (Verlagsort Berlin-Neukölln) umbenannt. Der Verband wurde im Mai 1933 zwangsweise aufgelöst.